# ريان هوفر
ريان هوفر (بالإنجليزية: Ryan Hoover)‏ (و. 1974  م) هو لاعب كرة سلة من الولايات المتحدة، وبلجيكا، ولد في بيوريا، إلينوي، مركز لعبه هو مدافع مسدد الهدف.

## روابط خارجية
- ريان هوفر على موقع الدوري الأوروبي لكرة السلة (الإنجليزية)
- ريان هوفر على موقع كرة السلة الأوروبية.كوم (الإنجليزية)
- ريان هوفر على موقع كلية كرة السلة في سبورتس رفرنس.كوم (الإنجليزية)
- ريان هوفر على موقع ريلجم (الإنجليزية)
- ريان هوفر على موقع بروبوليرز (الإنجليزية)
- ريان هوفر على موقع سبورتس رفرنس (الإنجليزية)